# Centre hospitalier spécialisé de Sarreguemines
Le Centre hospitalier spécialisé de Sarreguemines est un établissement public de santé mentale situé à Sarreguemines dans le département de la Moselle, en région Lorraine.
Il accueille des patients de tous âges et atteints de toutes sortes de pathologies psychiatriques, avec ou sans leur consentement selon les dispositions légales en vigueur.
Il est composé de structures intra-hospitalières (pavillons de soins, structures médico-techniques, structures sociales...) et de structures extra-hospitalières (Centres Médico-Psychologique (C.M.P.), Centres d'Accueil Thérapeutique à Temps Partiel (C.A.T.T.P.), Hôpitaux de jour (HJ), ...), basées dans différentes autres villes importantes de la région (Freyming-Merlebach, Forbach, Bitche et Sarreguemines) et un magasin. 

## Historique

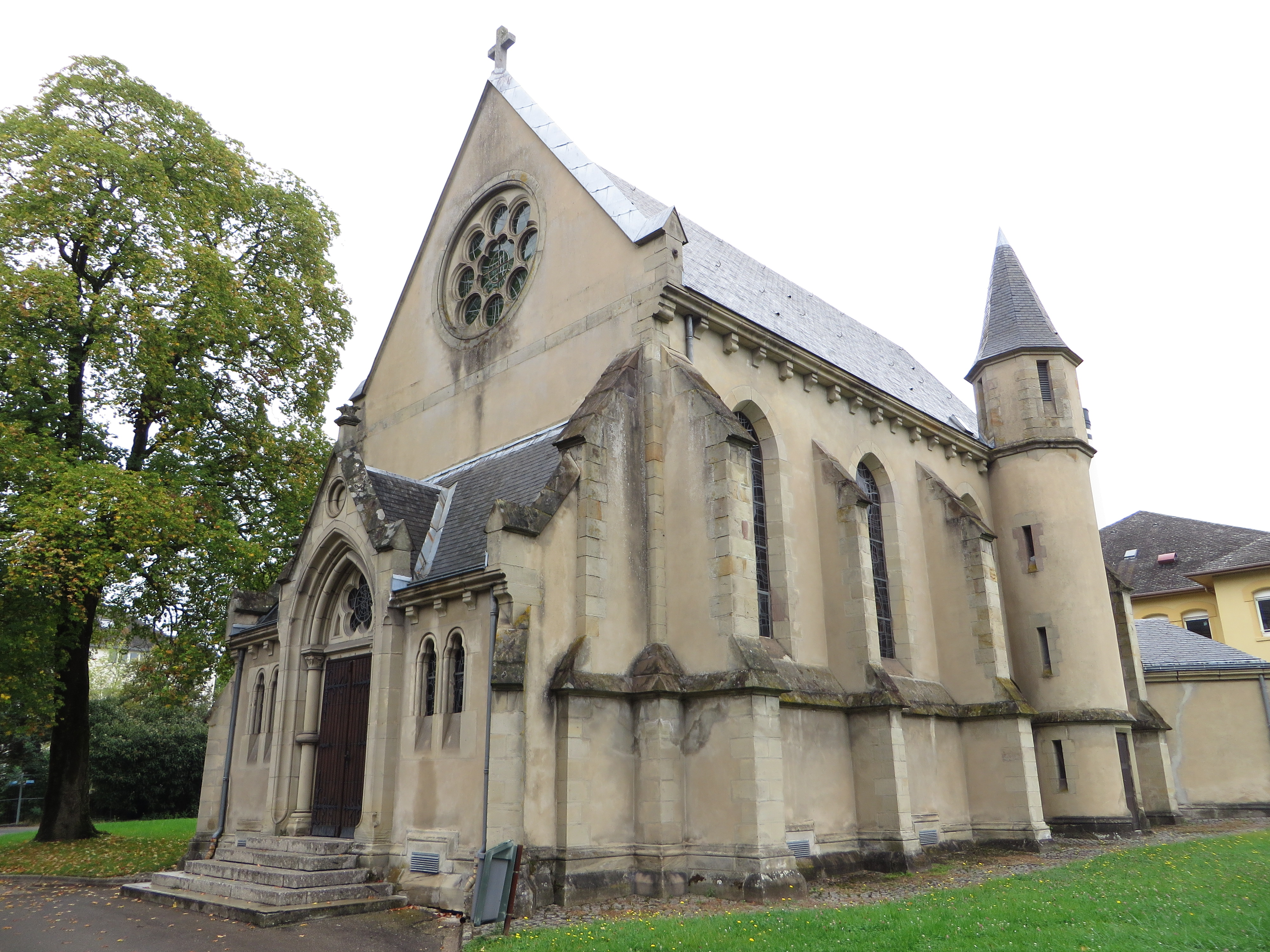
Chapelle de l'hôpital.

L'hôpital de Sarreguemines (Steinbach) a été construit de 1872 à 1880, sous l'annexion allemande, pour recevoir les malades mentaux de la Lorraine annexée. Les premiers patients arrivent en 1879 en provenance de Maréville (aujourd'hui intégré à Laxou, près de Nancy), qui accueillait jusqu’alors les patients de la région, en attendant la fin des travaux de construction.
L'hôpital est de type pavillonnaire, dans les grandes lignes des asiles d'aliénés français. Les différents bâtiments sont séparés par des jardins ayant un rôle d'hygiène notamment contre la tuberculose. Ce système pavillonnaire permet de répartir les patients selon leur sexe, leur classe sociale, leurs états de santé physique et mentale. Il est conçu pour recevoir près de 500 patients, dont une centaine non enfermés, mais en colonie agricole et viticole.
L'établissement reçoit des améliorations successives jusqu'à la Seconde Guerre mondiale, l'administration française de l'entre-deux-guerres poursuivant les règlementations concernant l'alimentation, l'habillement et les horaires de l'hôpital, les critères de gestion l'emportant sur les objectifs thérapeutiques.
En septembre 1939, du fait de la proximité avec la ligne Maginot, les patients sont évacués vers les hôpitaux psychiatriques de Cadillac en Gironde pour les hommes, et Château-Picon à Bordeaux pour les femmes. Le transfert initialement prévu par le Ministère était en direction de l’établissement de Lafond situé à La Rochelle. 
Sous l'Occupation, l’établissement de Sarreguemines abrite un dépôt de prisonniers de guerre, puis des magasins d’habillement pour la Wehrmacht. En 1944, les combats de la Libération provoquent d'importants dégâts, et le site restant encore utilisable accueille une compagnie républicaine de sécurité.
De 1954 à 1959, de nombreux bâtiments sont reconstruits, et l’établissement rouvre partiellement en 1957. L'établissement rénové a une capacité de 757 lits dont 162 réservés aux malades mentaux, et des services infantiles de 187 lits. 
Le 7 décembre 1965, le maire de Sarreguemines inaugure l’établissement sous le nom « Centre Psychothérapique », dénomination qu’il conserve jusqu’à ce qu'il soit rebaptisé « Centre Hospitalier Spécialisé de Sarreguemines ».

## Principe de la sectorisation
Tous les établissements de santé publique fonctionnent en France sur le principe de la sectorisation. 
Quatre secteurs de psychiatrie composent l'établissement.

### 1ersecteur
Le premier secteur dessert la ville de Bitche et ses environs, et est composé :
- d’un pavillon de secteur, « Les Acacias » ;
- d’un pavillon intersectoriel de prise en charge de patients toxicomanes, « L'Étape » ;
- d’un Centre Médico-Psychologique (C.M.P.) à Bitche ;
- d’un Hôpital de jour  gériatrique, « L’Éveil », à Bitche ;
- d’un Hôpital de jour Adulte, à Bitche ;
- d’un Centre d’Accueil et de Soins pour Toxicomanes (C.A.S.T.), à Sarreguemines ;
- d’une Unité de Consultations et de Soins Ambulatoires (U.C.S.A.), qui assure la prise en charge des détenus de la maison d’arrêt de Sarreguemines ;
- de quatre Unités pour Malades Difficiles (U.M.D.), les pavillons « 18 », « 9 », et « 17 étage » ;
- d'une Unité de Soins Intensifs Psychiatriques (U.S.I.P.) à vocation régionale.

### 2esecteur
Le deuxième secteur dessert la ville de Freyming-Merlebach et ses environs, et est composé :
- d’un pavillon de secteur, « La Roseraie » ;
- d’un Centre Médico-Psychologique (C.M.P.) à Freyming-Merlebach ;
- d’un Centre d’Accueil Thérapeutique à Temps Partiel (C.A.T.T.P.), « La Charbonnière », à Freyming-Merlebach ;
- d'un Centre d’Accueil Thérapeutique à Temps Partiel pour personnes âgées, « Verdi », à Freyming-Merlebach ;
- d’un Hôpital de jour pour personnes âgées, « Les Oliviers », à Freyming-Merlebach ;
- de quatre Unités pour Malades Difficiles (U.M.D.), les pavillons « 6 », , « 4 étage », « 17 » (anciennement« 5 RDC » ;
- d’une unité intersectorielle qui assure la prise en charge des patients chroniques, « Les Tilleuls ».

### 3esecteur
Le troisième secteur dessert la ville de Forbach et ses environs, et est composé :
- de deux pavillons de secteur, « Les Lilas » et « Les Mimosas ». Les Lilas prennent en charge de manière plus spécifique les patients hospitalisés sous contrainte, et peu coopérants, Les Mimosas, prennent en charge l'autre partie du secteur;
- d’un pavillon intersectoriel de prise en charge des patients anxio-dépressifs, « Les Lierres A » ;
- d’un Centre Médico-Psychologique (C.M.P.) à  Forbach ;
- d’un Hôpital de jour, « La Source », à Forbach ;
- d’un Centre d’Accueil Thérapeutique à Temps Partiel (C.A.T.T.P.), « La Mosaïque », à Forbach ;
- d’un Hôpital de jour pour personnes âgées, « L'Eau vive », à Forbach.

### 4esecteur
Le quatrième secteur dessert la ville de Sarreguemines et ses environs, et est composé :
- d’un pavillon de secteur, « Les Glycines » ;
- d’un Centre Médico-Psychologique (C.M.P.) à  Sarreguemines ;
- d’un Hôpital de jour, « La Majolique », à Sarreguemines ;
- d’un Centre d’Accueil Thérapeutique à Temps Partiel (C.A.T.T.P.), « L'Arc-en-ciel », à Sarreguemines ;
- d’une unité intersectorielle spécialisée en alcoologie, « L'I.L.E. » ;
- de quatre unités de prise en charge de patients polyhandicapés, « Opaline RDC et Etage », « Les Genêts A », « Les Lierres C ».

### Secteur Infanto-Juvénile (Pédopsychiatrie)
Seules des structures extra-hospitalières sont en place, pour assurer la prise en charge psychiatrique infanto-juvénile.
Secteur géographique de Freyming-Merlebach / Forbach :
- un Centre Médico-Psychologique (C.M.P.), situé à Forbach ;
- un Centre d’Accueil Thérapeutique à Temps Partiel (C.A.T.T.P.), situé à Forbach ;
- un Hôpital de jour, « L'Hirondelle », situé à Forbach.

Secteur géographique de Bitche / Sarreguemines :
- un Centre Médico-Psychologique (C.M.P.), situé à Sarreguemines ;
- un Centre d’Accueil Thérapeutique à Temps Partiel, situé à Sarreguemines ;
- deux Hôpitaux de jour, « Les Lucioles » et « Villa des Pins », situés à Sarreguemines ;
- un Centre Médico-Psychologique (C.M.P.), situé à Bitche.

## Les Unités de Soins
Dans chacune des unités de soins, différents intervenants prennent en charge les patients : médecins, infirmiers, aides-soignants, psychologues, assistantes sociales, etc.

### Les structures en intra-hospitalier
Ce sont les structures présentes dans l’enceinte du site de Sarreguemines.

#### Les pavillons de secteur
Ils ont tous le même type de fonctionnement et accueillent tous des patients de leur secteur géographique quelle que soit leur tranche d’âge, ou la pathologie concernée. Il y a donc une grande diversité de pathologies prises en charge dans la même unité de soin. C’est sur ce principe que repose la sectorisation, la prise en charge n’est plus faite selon le type de pathologie (comme en milieu général, par exemple chirurgie, médecine…), mais selon le lieu de résidence.
Ils sont au nombre de cinq, pour quatre secteurs géographiques :
- « Les Acacias » desservent le secteur de Bitche ;
- « La Roseraie » dessert le secteur de Freyming-Merlebach ;
- « Les Lilas » et « Les Mimosas » desservent le secteur de Forbach ;
- « Les Glycines » desservent le secteur de Sarreguemines.

#### L'I.L.E.
Ce pavillon assure une prise en charge des patients dépendants à l'alcool. Des cures de 28 jours sont proposées, afin de rompre avec la dépendance.

#### L'Étape
Ce pavillon assure une prise en charge des patients sous dépendance médicamenteuse ou toxique (drogue).

#### Les Lierres A
Ce pavillon assure une prise en charge des patients ayant des troubles anxio-dépressifs.

#### Les Tilleuls
Ce pavillon assure la prise en charge des patients considérés comme chroniques, relativement bien stabilisés, mais dont la réinsertion sociale s'avère compliquée, voire impossible.

#### L'Unité de Soins Intensifs Psychiatriques
Depuis le 1er décembre 2010, l'U.S.I.P., une unité fermée, accueille des patients ne pouvant être pris en charge dans un service de psychiatrie générale mais qui ne relèvent pas cependant d’une hospitalisation en Unités pour Malades Difficiles.

#### L'Unité pour malades difficiles
Appelées U.M.D., ces unités assurent la prise en charge de patients, perturbateurs et dangereux, dont la prise en charge n'est pas ou plus possible dans une unité de soins de secteur, par manque de sécurité pour le personnel soignant ou les autres patients.

Elles assurent également la prise en charge des décompensations carcérales, concrètement de détenus ne pouvant plus purger leur peine en maison d’arrêt, ou centre de détention.
Il existe dix structures d’U.M.D. en France. Celle de Sarreguemines est divisée en deux enceintes : Lauzier et Cabanis. Au total elle est composée de huit unités, ce qui en fait la plus grande de France. 

#### Les Unités de prise en charge pour polyhandicapés adultes
Ces unités assurent la prise en charge des patients polyhandycapés adultes
Elles sont au nombre de 5 : Opaline RDC et Etage, les Genêts A et B et les Lierres C

#### Les Myosotis / U.S.L.D.
Les Myosotis est une unité de soins de longue durée (long séjour) rattachée au C.H.S.
Répartie sur deux étages, l'unité de l'étage ayant acquis le titre d’E.H.P.A.D. (Établissement d'hébergement pour personnes âgées dépendantes en 2011).

### Les structures en extra-hospitalier
Ce sont les structures extérieures à l’enceinte du site de Sarreguemines.
 
Elles sont présentes dans les 4 grandes villes des environs : Sarreguemines, Bitche, Freyming-Merlebach, et Forbach.

#### Le Centre Médico-Psychologique
Communément appelée le C.M.P., cette structure a pour but d'assurer un suivi médical et paramédical en dehors de l'hôpital, afin de veiller à une bonne stabilisation des patients.
Des entretiens médicaux, infirmiers, avec un psychologue ou une assistante sociale y sont réalisés. Des visites à domicile peuvent également avoir lieu, afin de suivre le patient dans son environnement personnel. Une aide à l'autonomie peut être apportée (courses, préparation de semainiers, etc.). Des soins peuvent également y être dispensés, tels que les injections retard d'anti-psychotiques (neuroleptiques).

#### L'Hôpital de jour
Cette structure a pour but de suivre le patient sur une journée, par le biais d'activités diverses et variées.

Les patients pourront participer à des activités d'ergothérapie, de cuisine, des jeux de société, des sorties, des visites, des promenades, etc.

#### Le Centre d'Accueil Thérapeutique à Temps Partiel
Communément appelée le C.A.T.T.P., cette structure est un lieu d'accueil dans lequel des activités sont proposées à titre non obligatoire, chacun décide des activités auxquelles il voudra participer ou non, ceci dans un but essentiellement occupationnel.

#### Le Centre d'Accueil et de Soins pour Toxicomanes
Communément appelée le C.A.S.T., cette structure prend en charge les patients toxicomanes de la région, sans avoir recours à une hospitalisation à temps complet.

#### L'Unité de Consultation et de Soins Ambulatoire
Communément appelée l'U.C.S.A., cette structure permet de prendre en charge les patients au sein de la maison d'arrêt de Sarreguemines.
La maison d'arrêt de Sarreguemines fait l'objet d'un projet associant la mairie de Sarreguemines, le 1er service du CHS de Sarreguemines ainsi que le ministère de la justice. Il s'agit de spécialiser la maison d'arrêt en établissement pénitentiaire pour sujets pédophiles à haut risque de récidive. Le recrutement des détenus ne serait plus local mais national.

### La maison de repos de Mouterhouse
Située dans la commune de Mouterhouse à quelques mètres de l'étang de pêche, chacun des séjours dans la maison de repos offre un moment d'évasion et de détente aux patients, ce qui leur permet d'oublier « l'hôpital » et ses règles institutionnelles.
C'est un moment privilégié entre soignants et soignés, qui se déroule sur cinq journées, et qui permet de créer des interactions qui se produisent rarement au sein de l'hôpital.

Durant ces cinq jours, le soignant est pleinement disponible envers les patients dont il a la charge, et n'est pas court-circuité par des perturbations extérieures (téléphone, visites, soins, etc.)

Des activités occupationnelles sont proposées, des marches, des jeux, du sport, et des activités culinaires pour préparer chacun des repas.

### Bâtiments disparus
- « Les Alizés », fermés en 2007.
- « Charcot », fermé en 2008, après qu'un déménagement de ses patients et de son personnel se soit fait vers l'actuel pavillon « Les Mimosas » (anciennement « Peupliers »).
- « Les Peupliers », ancien pavillon de prise en charge des patients ayant une addiction à l'alcool.
- « Bourneville 1 et 2 », rebaptisé Opaline Etage et RDC

## Pôle médico-technique et social
Constitué sur le plan médico-technique :
- d'un service de radiologie ;
- d'une pharmacie ;
- d'un laboratoire (présent sur le site de l'hôpital Robert Pax) ;
- de consultations de spécialistes (dentiste, gynécologue, cardiologue...) ;
- d'un service de balnéothérapie, et de rééducation / kinésithérapie ;
- d'un gymnase avec une prise en charge sportive diversifiée ;
- d'un club psychothérapique, assurant des activités d'ergothérapie et offrant divers services : lavage du linge, cafeteria, etc.

et sur le plan social :
- d'un service des tutelles ;
- d'une régie ;
- d'un vaguemestre ;
- d'une cafétéria : lieu central de rencontre et d'échange.

## Pôle Logistique et technique
Composé :
- d'une administration ;
- de la structure de coordination des soins (S.C.S. ou ancien Bureau des Soins Infirmiers B.S.I.), coordonnant l'activité des structures de soins intra-hospitalières ;
- d'un centre de formation ;
- des services techniques (ateliers);
- du garage, gérant le parc automobile de l'établissement.;
- d'une chaufferie;
- d'une blanchisserie (desservant également l'Hôpital Robert Pax de Sarreguemines, faisant partie du syndicat inter-hospitalier (S.I.H.), au même titre que l'Hôpital Saint Joseph de Bitche);
- d'une cuisine (qui dessert également le S.I.H.).